# تپه علمدار بدل‌آباد
تپه علمدار بدل آباد مربوط به دوره ساسانیان است و در شهرستان خوی، بخش مرکزی، روستای بدل آباد واقع شده و این اثر در تاریخ ۱۰ خرداد ۱۳۸۲ با شمارهٔ ثبت ۸۹۱۹ به‌عنوان یکی از آثار ملی ایران به ثبت رسیده است.
احداث این بنا به زمان قبل از اسلام و دوره ساسانیان بر می گردد.که در آن زمان آتشکده بود اما بنای آن ویران گردیده است. اما قبر فعلی به یکی از افسران جنگ چالدران مربوط می شود.و احداث بنای زیارتگاه فعلی به زمان شاه عباس منتسب است.که خانمی به نام فاطمه مرشدی آن بنا را در سال ۱۱۵۸ خورشیدی بنا نموده است. 